# Zöldmál
Zöldmál ([ˈzøldmaːl]) est un quartier de Budapest situé dans le 2e arrondissement en contrebas du Látó-hegy.